# I liga paragwajska w piłce nożnej (1960)
Mistrzem Paragwaju został klub Club Olimpia, natomiast wicemistrzem Paragwaju został klub Cerro Porteño.
Mistrzostwa rozegrano systemem każdy z każdym mecz i rewanż. Najlepszy w tabeli klub został mistrzem Paragwaju.
Do turniejów międzynarodowych zakwalifikowały się następujące kluby:
- Copa Libertadores 1961: Club Olimpia

Z ligi spadł klub General Caballero Asunción, a na jego miejsce awansował klub Club Presidente Hayes.

## Primera División

### Wyniki
| Mecz                                                                                      |
| ----------------------------------------------------------------------------------------- |
| Club Olimpia – Cerro Porteño 4:1 nieznany jest numer kolejki, w której rozegrano ten mecz |

### Tabela końcowa sezonu 1960
| Poz | Klub                       | Mecze | Zw | Rem | Por | Punkty |
| --- | -------------------------- | ----- | -- | --- | --- | ------ |
| 1   | Club Olimpia               | 27    | 15 | 8   | 4   | 38     |
| 2   | Cerro Porteño              | 27    | ?  | ?   | ?   | 32     |
| 3   | Sportivo Luqueño           | 27    | ?  | ?   | ?   | 30     |
| 4   | Club Nacional              | 27    | ?  | ?   | ?   | 29     |
| 5   | Club Sol de América        | 27    | ?  | ?   | ?   | 27     |
| 6   | Club Libertad              | 27    | ?  | ?   | ?   | 25     |
| 7   | Tembetary Ypané            | 27    | ?  | ?   | ?   | 24     |
| 8   | General Caballero Asunción | 27    | ?  | ?   | ?   | 22     |
| 9   | Club River Plate           | 27    | ?  | ?   | ?   | 22     |
| 10  | Club Guaraní               | 27    | ?  | ?   | ?   | 21     |

## Klasyfikacja strzelców w sezonie 1960
| Gole | Piłkarz         | Klub          |
| ---- | --------------- | ------------- |
| 18   | Gilberto Penayo | Cerro Porteño |